# Funky Drummer
Funky Drummer – singel Jamesa Browna wydany 14 marca 1970 roku.

## Kompozycja
„Funky Drummer” został nagrany 20 listopada 1969 roku w Cincinnati. Utwór w głównej mierze składa się z powtarzających się, improwizowanych zagrywek na różnych instrumentach granych solo (takich jak saksofon, pianino Rhodes, gitara, organy Hammonda oraz perkusja). W niektórych momentach słyszalny jest głos Jamesa Browna, który zachęca zespół do gry. Pierwszy wers został napisany w tonacji C-dur, podczas gdy reszta utworu skomponowana została w tonacji d-moll.

## Wydanie
Singel został wydany 14 marca 1970 roku. Wersja singlowa różni się od tej na albumie - wersja singlowa zawiera dodatkowe wokale Jamesa Browna w części perkusyjnej. Utwór dotarł do 20 miejsca zestawienia Billboard 100 w kategorii R&B oraz 51 miejsca kategorii Pop. 
Istnieje również inna wersja utworu, stworzona podczas nagrywania głównej wersji - zawiera ona tamburyn oraz inne elementy perkusyjne stworzone przez Jamesa Browna oraz grę na trąbce Freda Wesley'a, trębacza w jego zespole. 
Na kompilacji „In the Jungle Groove” wydano kolejną wersję, podpisaną jako „Funky Drummer (Bonus Beat Reprise)”. Wersja ta została skrócona do niecałych trzech minut i zawiera tylko pętle perkusyjną oraz akord gitarowy na samym początku taktu z okazjonalnym uderzeniem tamburynu. 

## Perkusja
Za perkusję w utworze „Funky Drummer” odpowiada Clyde Stubblefield, osobisty perkusista Jamesa Browna w jego zespole. W 5 minucie i 21 sekundzie wszystkie instrumenty z wyjątkiem perkusji przestają grać, a Stubblefield wykonuje trwającą prawie 20 sekund solówkę przy towarzyszącym mu głosie Browna, który powtarza zwrot „Ain't it funky”. Solówka ta jest do dziś jednym z najczęściej wykorzystywanych sampli w historii muzyki i uważana jest za jedną z najlepszych solówek perkusyjnych wszech czasów. Po wydaniu wersji utworu na albumie „In the Jungle Groove” bez głosu Browna, solówka zaczęła być coraz częściej wykorzystywana, początkowo w hip-hopie, z czasem przechodząc do innych gatunków.  
Clyde Stubblefield nie został wymieniony jako współtwórca utworu, w związku z czym nie dostał pieniędzy za wykorzystanie jego gry w utworach innych wykonawców. W wywiadzie dla New York Times w 2011 roku powiedział: „Nie poczułem się urażony i mi to nie przeszkadzało, jednak wydaje mi się, że to brak szacunku, że ludzie nie płacą za to, co używają”.

## Personel[10]
- James Brown – produkcja, wokal, organy Hammonda

- Richard "Kush" Griffith – trąbka
- Joe Davis – trąbka
- Fred Wesley – puzon
- Maceo Parker – saksofon
- Eldee Williams –  saksofon barytonowy
- St. Clair Pinckney – saksofon barytonowy
- Jimmy Nolen – gitara
- Alphonso "Country" Kellum – gitara
- Charles Sherrell – gitara basowa
- Clyde Stubblefield – perkusja

## Sampling

### Wybrane[4]

#### Lata 80.
- Eric B. Is President, Lyrics of Fury (Eric B. & Rakim)
- South Bronx (Boogie Down Productions)
- Fuck tha Police (N.W.A)
- Bring the Noise, Rebel Without a Pause, Fight the Power (Public Enemy)
- Run's House (Run-D.M.C.)
- Shadrach (Beastie Boys)

#### Lata 90.
- Let Me Ride (Dr. Dre)
- Mama Said Knock You Out (LL Cool J)
- Motyw przewodni z kreskówki Atomówki
- Freedom! ’90 (George Michael)
- The Originators (Jaz oraz Jay-Z)
- Sublime (Scarlet Begonias)
- I Am Stretched on Your Grave (Sinéad O'Connor)

#### Lata 2000.
- Save Me (Nicki Minaj)
- The Cool (Lupe Fiasco)
- Vibrations (Commix)

#### Lata 2010.
- Lovers Rock (TV Girl)
- Shirtsleeves (Ed Sheeran)
- Heaven (Emeli Sandé)